# BurgerTime

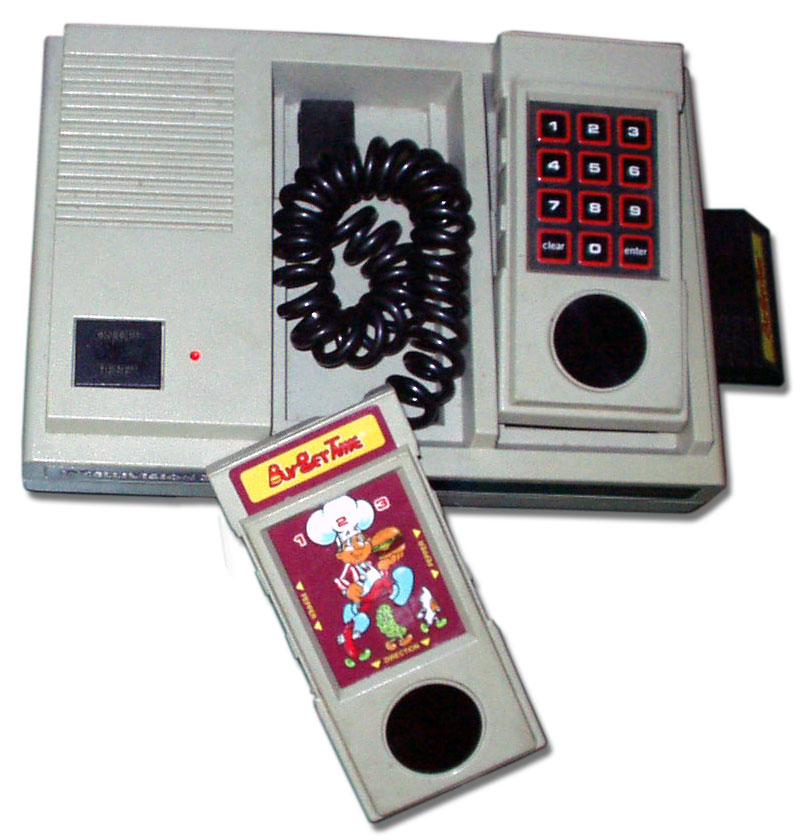
Le jeu BurgerTime sur la console Intellivision II

BurgerTime (version américaine), appelé également Hamburger (version japonaise), est un jeu vidéo de 1982 créé par la société japonaise Data East pour sa borne DECO Cassette System.

## Synopsis
Dans ce jeu de plates-formes en forme de labyrinthe, le joueur incarne le chef de cuisine Peter Pepper, qui doit confectionner des hamburgers tout en évitant les personnages en forme d'aliments que sont Mr Hot Dog (les saucisses), Mr Egg (les œufs) et Mr Pickle (les cornichons).

## Système de jeu
Chaque tableau de jeu est composé d'un labyrinthe d'échelles et de plateformes que doit parcourir Peter Pepper pour faire tomber dans les assiettes situées tout en bas de l'écran, les ingrédients des hamburgers (pains, fromage, salade, steak, etc.). Il suffit à Peter de marcher sur un ingrédient pour le faire descendre d'un niveau, mais il doit compter également sur la présence de ses adversaires qu'il peut temporairement immobiliser en leur jetant du poivre (trois tirs possibles au maximum) ou éliminer en les écrasant avec un ingrédient de burger.

## Accueil et postérité
Le nom d'origine du jeu sorti (Hamburger) est devenu BurgerTime lors de son exportation aux États-Unis. Le jeu a acquis une certaine popularité et a donné naissance à Peter Pepper's Ice Cream Factory (1984) et Super BurgerTime (1990). Un autre jeu intitulé BurgerTime Deluxe est sorti sur Game Boy en 1991.
BurgerTime a été adapté sur de très nombreuses plateforme, la version Intellivision étant considérée comme la plus réussie. L'Intellivision connaîtra d'ailleurs une suite exclusive du jeu, Diner.
Plusieurs jeux copiant le principe de BurgerTime ont été développés comme Mr. Wimpy en 1984 pour ZX Spectrum, Oric ou encore C64, Mac Attack en 1986 pour MSX.
En 2009, Namco sort une nouvelle version en ligne appelée BurgerTime Deluxe qui reprend le principe du jeu d'origine avec des graphismes plus étoffés et des adversaires supplémentaires comme un citron.

## Rééditions
À la suite de la faillite de Data East en 2003, la société japonaise G-Mode détient depuis février 2004 les droits des jeux BurgerTime, Peter Pepper's Ice Cream Factory, Super BurgerTime et BurgerTime Deluxe,.
La version NES était disponible sur la console virtuelle Wii,. Elle était aussi incluse dans Data East All-Star Collection, une compilation de cinq jeux NES de Data East sortie en décembre 2017 pour la console Nintendo Entertainment System. 
BurgerTime Deluxe est sortie sur console virtuelle 3DS en 2011,. 
Vers la fin de 2019 ou début 2020, BurgerTime ainsi que trois autres jeux de Data East (Karate Champ, Caveman Ninja et Bad Dudes Vs. DragonNinja) furent inclus dans une compilation sur borne d'arcade destinée pour usage à domicile au coût de 399$ US$,. Bien que la borne comprend quatre jeux d'arcades, seules les illustrations de BurgerTime apparaissent sur le meuble,.
Une réédition de Super BurgerTime est annoncée sur la future console Amico.